# Соболох
Соболох — село в Момском районе Якутии, центр муниципального образования сельское поселение Соболохский национальный наслег.

## География
Располагается вблизи правого берега Индигирки в 22 км южнее села Хонуу.

## История
Основано в 1940 году на месте проживания якутов-переселенцев.

## Население
| 2002 | 2010 | 2012 | 2013 | 2014 | 2015 | 2016 |
| ---- | ---- | ---- | ---- | ---- | ---- | ---- |
| 337  | ↘304 | ↘300 | ↘291 | ↘278 | ↘271 | ↘256 |
| 2017 | 2018 | 2019 | 2020 | 2021 |      |      |
| ↘251 | ↘249 | ↗256 | ↗260 | ↘252 |      |      |

Население к 1989 году составляло 400 человек. К 1 января 2001 года в селе проживало 360 человек.

## Инфраструктура
Дом культуры, средняя общеобразовательная школа, учреждения здравоохранения и торговли.